# Grupo de Trabajo de Mujeres en Física
El Grupo de Trabajo de Mujeres en Física de la Unión Internacional de Física Pura y Aplicada (IUPAP) fue creado por resolución de la Asamblea General de la IUPAP en Atlanta, GA, EE. UU., en 1999.
El mandato del grupo es:
- Evaluar la situación de las mujeres físicas e informar sobre la misma al Consejo Ejecutivo y a los comités de enlace de la IUPAP
- Sugerir formas para mejorar la situación de las mujeres físicas.

Para llevar a cabo esta tarea el Grupo de Trabajo, entre otras cosas, ha organizado seis Conferencias Internacionales (París, Francia en 2002, Río de Janeiro, Brasil en 2005, Seúl, Corea del Sur en 2008, Stellenbosch, Sudáfrica en 2011, Waterloo, Canadá en 2014 y Birmingham, Reino Unido en 2017) de las que participaron equipos de más de 60 países llevando datos sobre la situación de las mujeres físicas en cada uno de ellos. Impulsó y participó también de la elaboración una encuesta global sobre físicos y físicas que fue llevada adelante por el Grupo de Estadística del Instituto Americano de Física (AIP). El Grupo de Trabajo de la IUPAP está actualmente involucrado en la elaboración de una nueva encuesta que abarcará otras ciencias naturales y matemática dentro del marco de un Proyecto de Estudio sobre la Brecha de Género en Ciencia financiado por el Consejo Internacional para la Science, ICSU.